# Mon député et sa femme
Pour plus de détails, voir Fiche technique et Distribution.
Mon député et sa femme est un film français réalisé par Maurice Cammage sorti en 1937.

## Synopsis
Un député veut se faire réélire, mais des difficultés conjugales apparaissent.

## Fiche technique
- Réalisation : Maurice Cammage
- Scénario : Jacques Daniel-Norman, Robert Bodet (auteur)
- Directeur artistique : Georges Gratigny
- Photographie : Maurice Forster
- Musique : Casimir Oberfeld
- Production : Maurice Cammage
- Format : Noir et blanc - Son mono
- Genre : Comédie de mœurs
- Durée : 95 min
- Date de sortie : 
  - France : 29 juillet 1937

Sources : Bifi et IMDb

## Distribution
- Paul Pauley : le baron de la Carbonnière
- Mireille Perrey : la baronne de la Carbonnière
- Suzanne Dehelly : la princesse
- Ginette Leclerc : Florine
- Pauline Carton
- André Roanne : Albert
- Sinoël
- Tramel :	Macherel
- Jeanne Fusier-Gir
- Sonia Gobar
- Nane Chaubert